# بطولة العالم لهوكي الجليد الدرجة الرابعة 2024
بطولة العالم لهوكي الجليد الدرجة الرابعة 2024 كانت بطولة دولية في هوكي الجليد نظمها الاتحاد الدولي لهوكي الجليد.
أقيمت البطولة في مدينة الكويت، الكويت، في الفترة من 16 حتى 19 أبريل 2024. فازت منغوليا بالمركز الأول وصعدت إلى بطولة العالم لهوكي الجليد الدرجة الثالثة 2025 – المجموعة ب.

## الفرق المشاركة
| الفريق    | طريقة التأهل                                                    |
| --------- | --------------------------------------------------------------- |
| ماليزيا   | احتلت المركز السادس في الدرجة الثالثة ب سنة 2023 وهبطت.         |
| منغوليا   | احتلت المركز الثاني في الدرجة الرابعة سنة 2023.                 |
| الكويت    | الدولة المضيفة، احتلت المركز الثالث في الدرجة الرابعة سنة 2023. |
| إندونيسيا | احتلت المركز الرابع في الدرجة الرابعة سنة 2023.                 |

## الحكام
اختير ثلاثة حكام ساحة وخمسة حكام خطوط لإدارة مباريات البطولة.
| الحكام                      | حكام الخطوط                                |
| --------------------------- | ------------------------------------------ |
| نيوزيلندا: رايان كيرنز      | إيطاليا: ماركو توماسيلو                    |
| النرويج: ماتس ويكستراند     | ماليزيا: تشوا جيين يانغ                    |
| كوريا الجنوبية: كانغ تاي-وو | سنغافورة: بنيامين هوانغ                    |
|                             | الإمارات العربية المتحدة: أحمد الفارسي     |
|                             | الإمارات العربية المتحدة: عبد الله الحمادي |

## الترتيب النهائي
| المركز | الفريق     | ل | ف | ف (وقت إضافي) | خ (وقت إضافي) | خ | له | عليه | الفارق | النقاط | الملاحظات                                 |
| ------ | ---------- | - | - | ------------- | ------------- | - | -- | ---- | ------ | ------ | ----------------------------------------- |
| 1      | منغوليا    | 3 | 3 | 0             | 0             | 0 | 28 | 7    | +21    | 9      | صعدت إلى الدرجة الثالثة – المجموعة ب 2025 |
| 2      | الكويت (م) | 3 | 2 | 0             | 0             | 1 | 25 | 13   | +12    | 6      |                                           |
| 3      | إندونيسيا  | 3 | 0 | 1             | 0             | 2 | 17 | 23   | −6     | 2      |                                           |
| 4      | ماليزيا    | 3 | 0 | 0             | 1             | 2 | 9  | 36   | −27    | 1      |                                           |

### قواعد التصنيف
1) النقاط؛ 2) نقاط المواجهات المباشرة؛ 3) فارق الأهداف في المواجهات المباشرة؛ 4) عدد الأهداف المسجلة في المواجهات المباشرة؛ 5) النتيجة ضد الفريق الأعلى تصنيفاً خارج الفرق المتعادلة؛ 6) النتيجة ضد ثاني أفضل فريق خارج الفرق المتعادلة؛ 7) تصنيف الفرق قبل البطولة.
(م) = الدولة المضيفة

## الإحصاءات

### متصدرو التسجيل
تعرض القائمة أفضل اللاعبين مرتبين حسب النقاط، ثم الأهداف.
| اللاعب                      | المباريات (GP) | الأهداف (G) | التمريرات الحاسمة (A) | النقاط (Pts) | ±   | دقائق العقوبة (PIM) | المركز (POS) |
| --------------------------- | -------------- | ----------- | --------------------- | ------------ | --- | ------------------- | ------------ |
| الكويت: إيليا دروزديتسكيخ   | 3              | 7           | 10                    | 17           | +13 | 8                   | مهاجم        |
| الكويت: علي الصراف          | 3              | 5           | 11                    | 16           | +14 | 0                   | مهاجم        |
| الكويت: بويان زيداريفيتش    | 3              | 9           | 6                     | 15           | +15 | 8                   | مهاجم        |
| منغوليا: باتو باتوروفيتش    | 3              | 6           | 6                     | 12           | +7  | 0                   | مهاجم        |
| إندونيسيا: لوكاس سالومو     | 3              | 5           | 2                     | 7            | +2  | 0                   | مهاجم        |
| منغوليا: أورتناسون نياندافا | 3              | 3           | 4                     | 7            | +9  | 25                  | مدافع        |
| إندونيسيا: أبراهام نوفيندرا | 3              | 4           | 2                     | 6            | +3  | 0                   | مهاجم        |
| ماليزيا: دين فيرسلويز       | 3              | 3           | 3                     | 6            | −10 | 4                   | مهاجم        |
| إندونيسيا: كينيث سيريجار    | 3              | 3           | 2                     | 5            | 0   | 0                   | مهاجم        |
| منغوليا: أوندَرما تسينغيل    | 3              | 2           | 3                     | 5            | +9  | 2                   | مهاجم        |

المفاتيح: GP = عدد المباريات، G = الأهداف، A = التمريرات الحاسمة، Pts = النقاط، ± = الفرق بين الأهداف المسجلة والمستقبلة أثناء وجود اللاعب على الجليد، PIM = دقائق العقوبة، POS = المركز.

### أفضل حراس المرمى
تتضمن القائمة أفضل خمسة حراس مرمى فقط، بناءً على نسبة التصديات، بشرط أن يكونوا قد لعبوا 40٪ على الأقل من دقائق فرقهم.
| اللاعب                     | الوقت على الجليد (TOI) | الأهداف المستقبلة (GA) | متوسط الأهداف المستقبلة (GAA) | التصويبات المستقبلة (SA) | نسبة التصديات (Sv%) | الشباك النظيفة (SO) |
| -------------------------- | ---------------------- | ---------------------- | ----------------------------- | ------------------------ | ------------------- | ------------------- |
| الكويت: آدم بَرفيك          | 180:00                 | 13                     | 4.33                          | 74                       | 82.43               | 0                   |
| إندونيسيا: إيزان ريس       | 18:13                  | 23                     | 7.66                          | 72                       | 68.06               | 0                   |
| ماليزيا: محمد هيكل         | 141:10                 | 25                     | 10.63                         | 72                       | 65.28               | 0                   |
| منغوليا: بازارفاني باتارخو | 127:19                 | 6                      | 2.83                          | 13                       | 53.85               | 0                   |

المفاتيح: TOI = الوقت على الجليد (بالدقائق:الثواني)، SA = عدد التصويبات ضد الحارس، GA = الأهداف المستقبلة، GAA = متوسط الأهداف المستقبلة لكل مباراة، Sv% = نسبة التصديات، SO = عدد المباريات بشباك نظيفة.

### الجوائز
| المركز    | اللاعب                   |
| --------- | ------------------------ |
| حارس مرمى | الكويت: آدم بَرفيك        |
| مدافع     | منغوليا: باتو باتوروفيتش |
| مهاجم     | الكويت: بويان زيداريفيتش |